# Chaire de Sant'Andrea
La Chaire de Sant'Andrea à Pistoia constitue l'un des chefs-d'œuvre les plus accomplis de Giovanni Pisano et représente l'une des plus grandes œuvres de l'art médiéval italien.

## Histoire
En 1298, Giovanni reçut la commande d'une chaire pour la paroisse de Sant'Andrea à Pistoia. Une inscription atteste la paternité de Giovanni, indique la date d'achèvement des travaux (1301) et précise le nom du commanditaire : Arnoldo et ceux des financiers : Andrea Vitelli et Tino di Vitale.

## Description de l'œuvre
Hexagonale, comme la première chaire de Nicola Pisano (la chaire du baptistère de Pise), elle est de dimensions relativement modestes afin de s'adapter à l'église romane pour laquelle elle était destinée. Le programme iconographique se divise en trois parties :

### La  base des colonnes
La chaire est soutenue par six colonnes latérales et une centrale. Sur les six latérales, trois sont figuratives :
- Une lionne qui allaite ses petits et tient entre ses pattes un lièvre, représente le Christ qui accueille et protège ses fidèles[3],
- Le lion qui abat le cheval, symbolise la victoire du Christ sur l'antéchrist[3],
- l'Atlante dans une pose tourmentée, représente l'homme qui n'a pas accueilli la Vérité et qui est oppressé par le poids des péchés[3],

Le lion, l'aigle et le griffon, représentés à la base de la colonne centrale font allusion à la double nature du Christ : l'aigle roi du ciel et le lion roi de la terre, se réunissent dans le griffon, symbole d'immortalité et de perfection, sa double nature céleste et terrestre représente le Christ Dieu-homme.

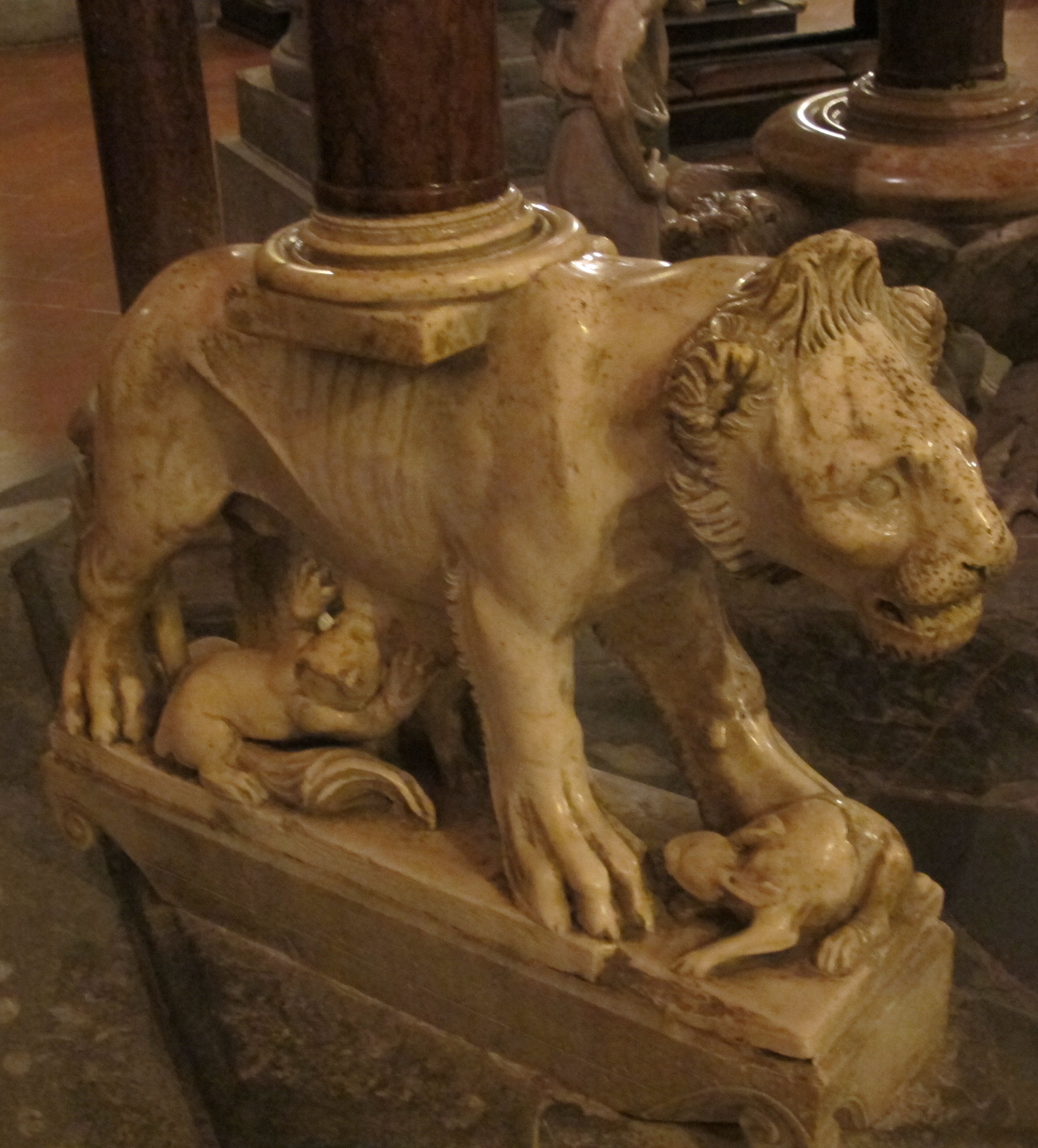
La lionne allaitant ses petits
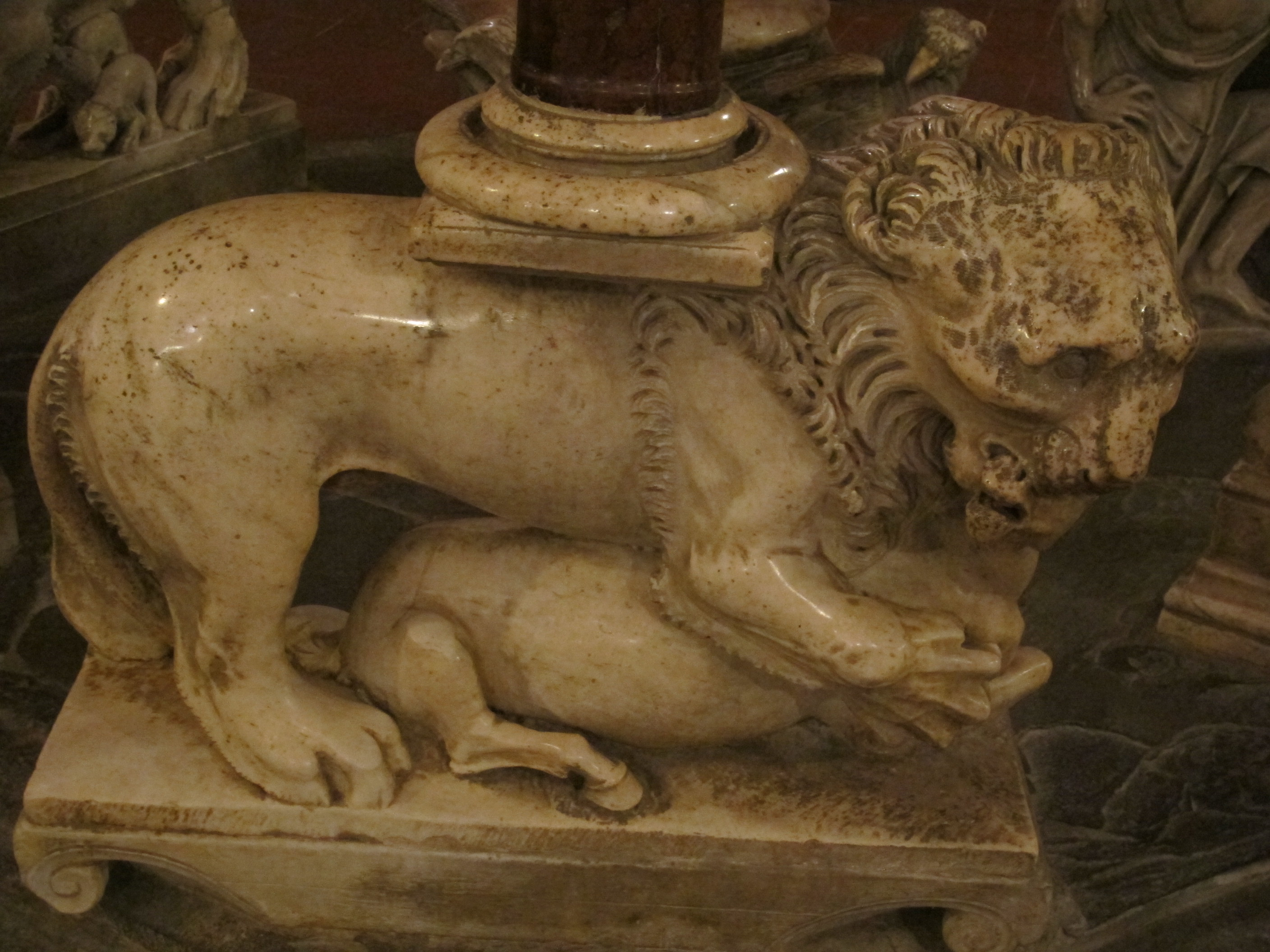
Le lion et le cheval
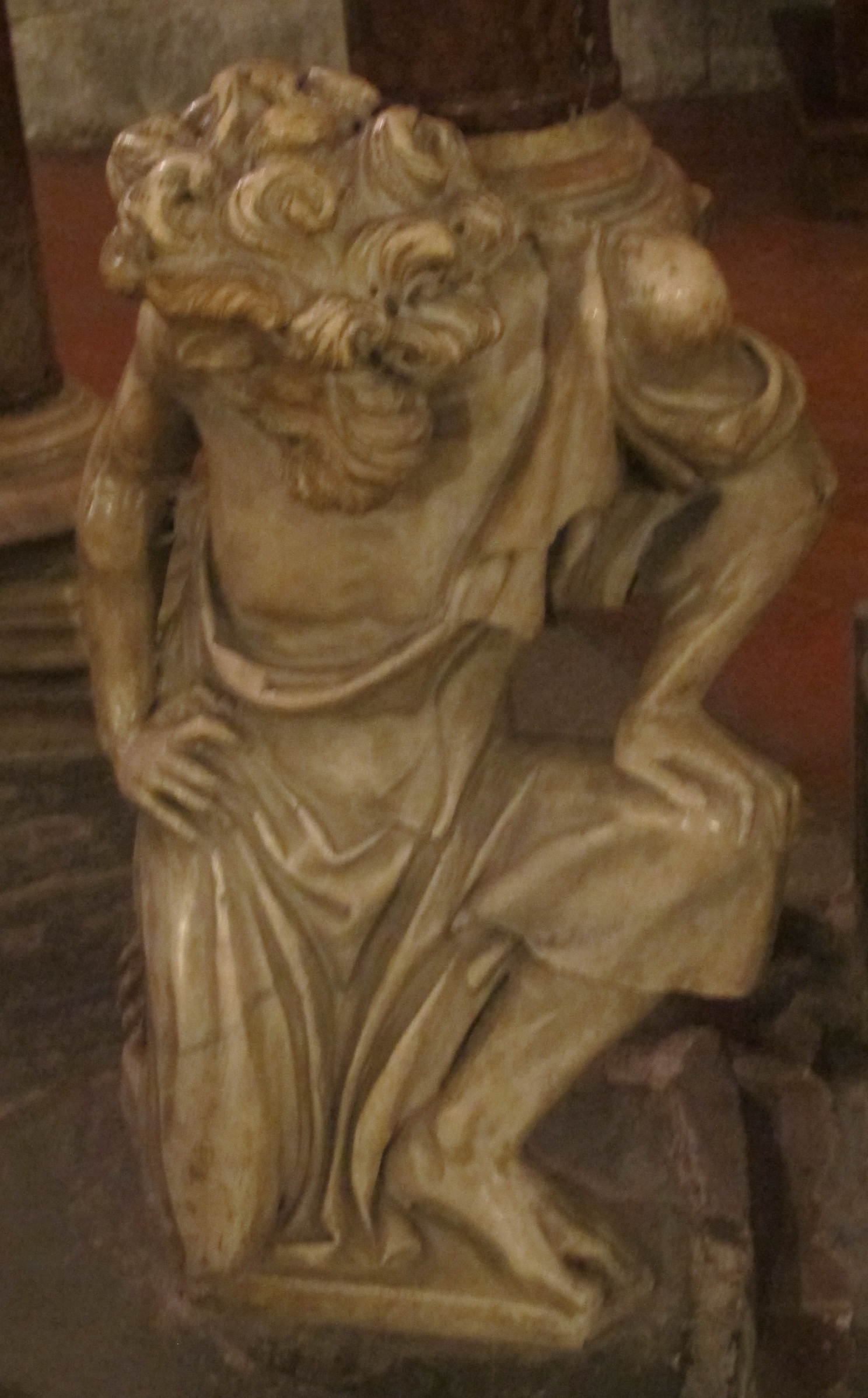
l'Atlante
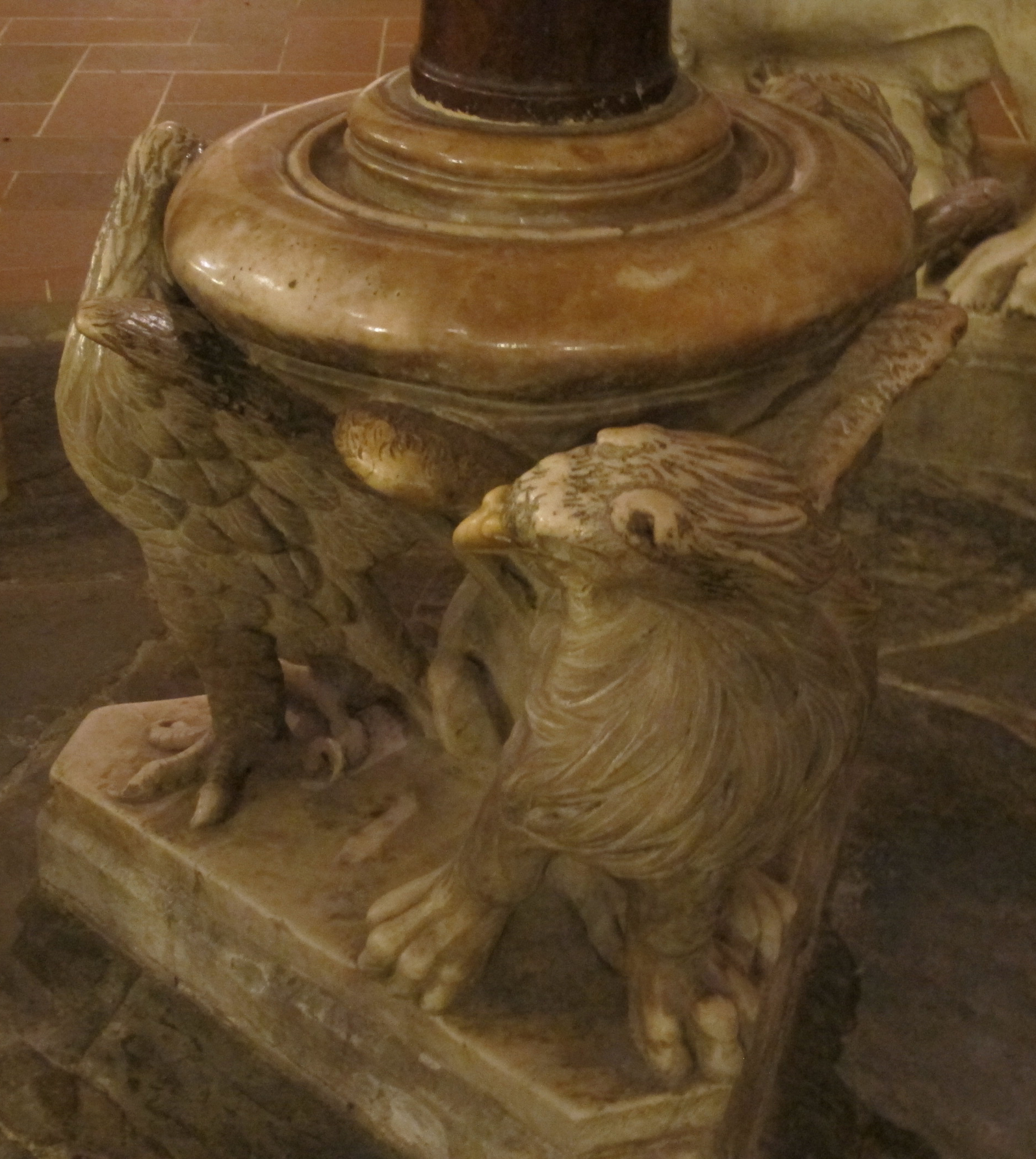
La base de la colonne centrale

### La partie médiane
La partie médiane est composée des arches trilobées et de leurs écoinçons. Ils représentent les anciens temps avec les rois David et Salomon et des prophètes de l'ancienne Alliance. Sur les chapiteaux sont posées des sibylles de l'antiquité païenne.

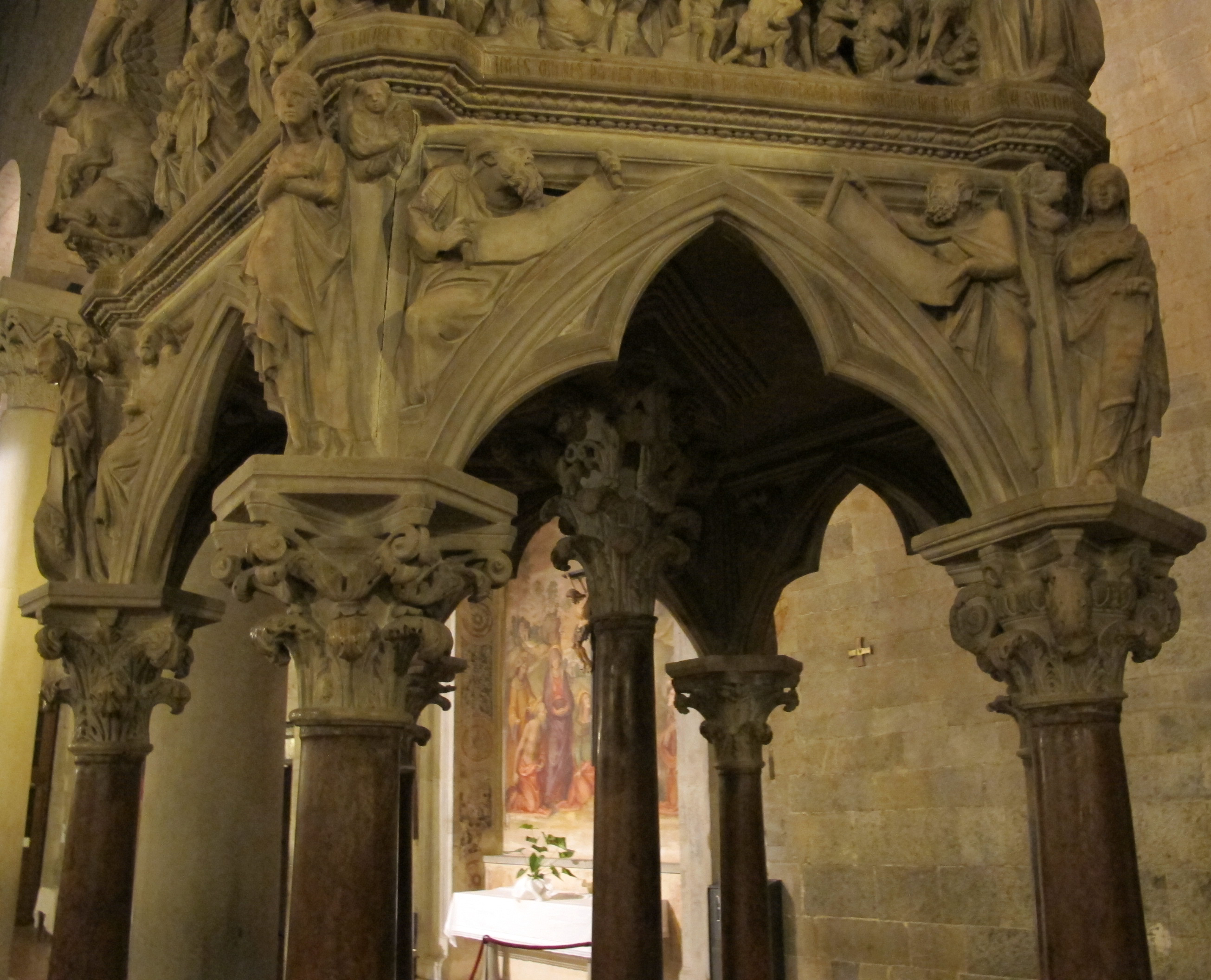
Écoinçons sculptés
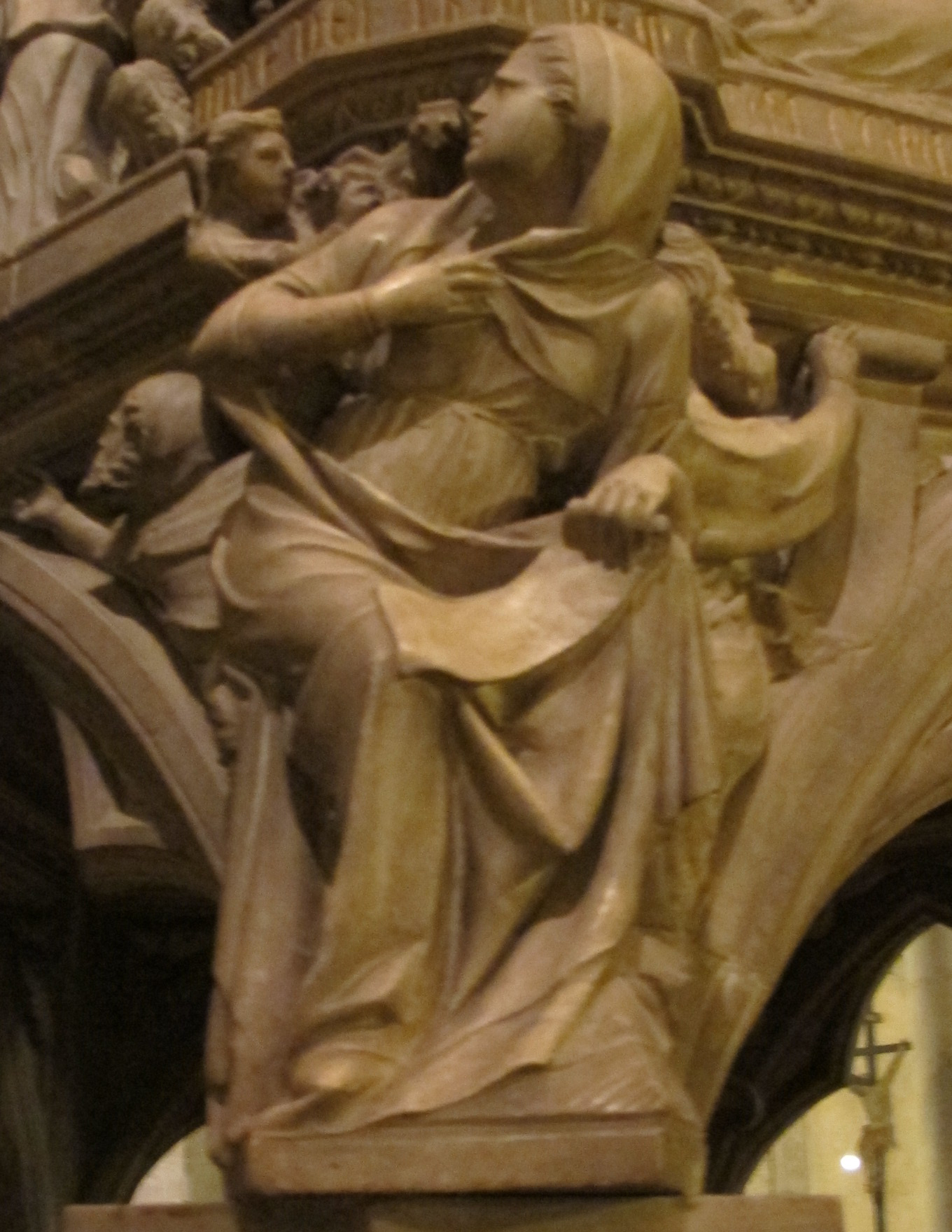
Une sibylle

### La partie supérieure
Les cinq panneaux décorant le garde-corps de la chaire, réminiscence des œuvres paternelles, sont d'un style très personnel à Giovanni, qui réinterprète des scènes d'une grande intensité émotionnelle.
- Le premier panneau représente l'Annonciation, la Nativité et l'Annonce faite aux bergers[3],
- Le second : l'Épiphanie, l'avertissement des anges aux mages de ne pas retourner chez Hérode, le songe de Joseph[3],
- Le troisième est dédié au Massacre des Innocents. Hérode, en haut à droite du panneau, ordonne le massacre, en bas la soldatesque exécute les ordres. Ce relief exprime particulièrement la capacité de Giovanni à créer des scènes d'une grande intensité dramatique[3].
- Le quatrième panneau montre au centre le Crucifié déjà mort, les bras en V lui confère un réalisme particulier accentué par une représentation précise de détails anatomiques, et de part et d'autre, la foule qui l'entoure. À gauche la Vierge s'évanouit, à droite, les Hébreux sont effrayés de leur culpabilité[3].
- L'objet du dernier panneau est le Jugement dernier. Il est divisé en deux zones distinctes : en haut le Christ accueille les élus, en bas les damnés se contorsionnent dans des positions grotesques alors qu'ils sont la proie de Satan[3].

Les panneaux sont séparés entre eux par des personnages survenus après le Christ : saint Étienne, le Christ mystique, saint André, le tétramorphe, un groupe d'apôtres (Pierre, Paul et Jean), la dernière statue représente le monde angélique.

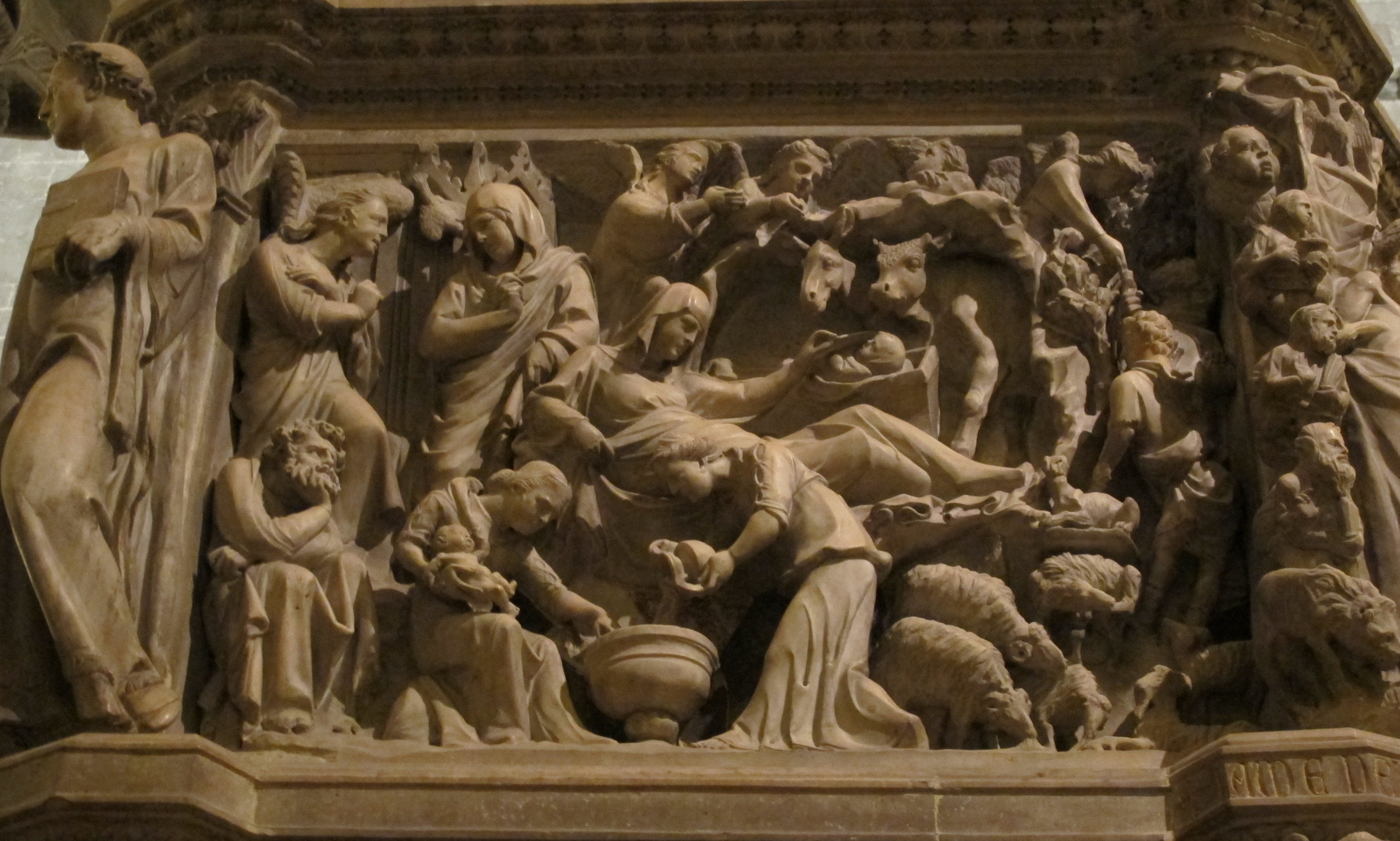
Premier panneau
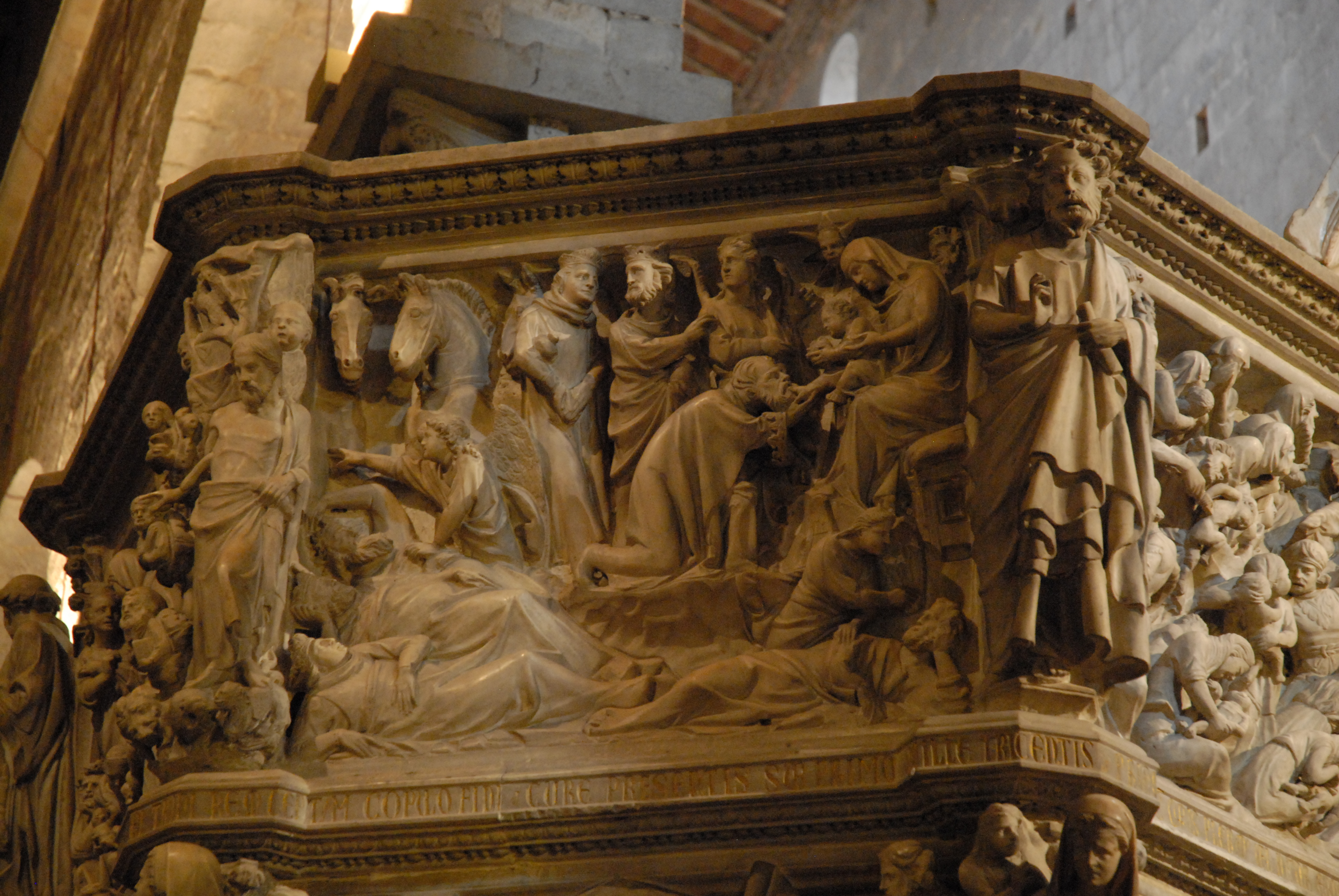
Second panneau
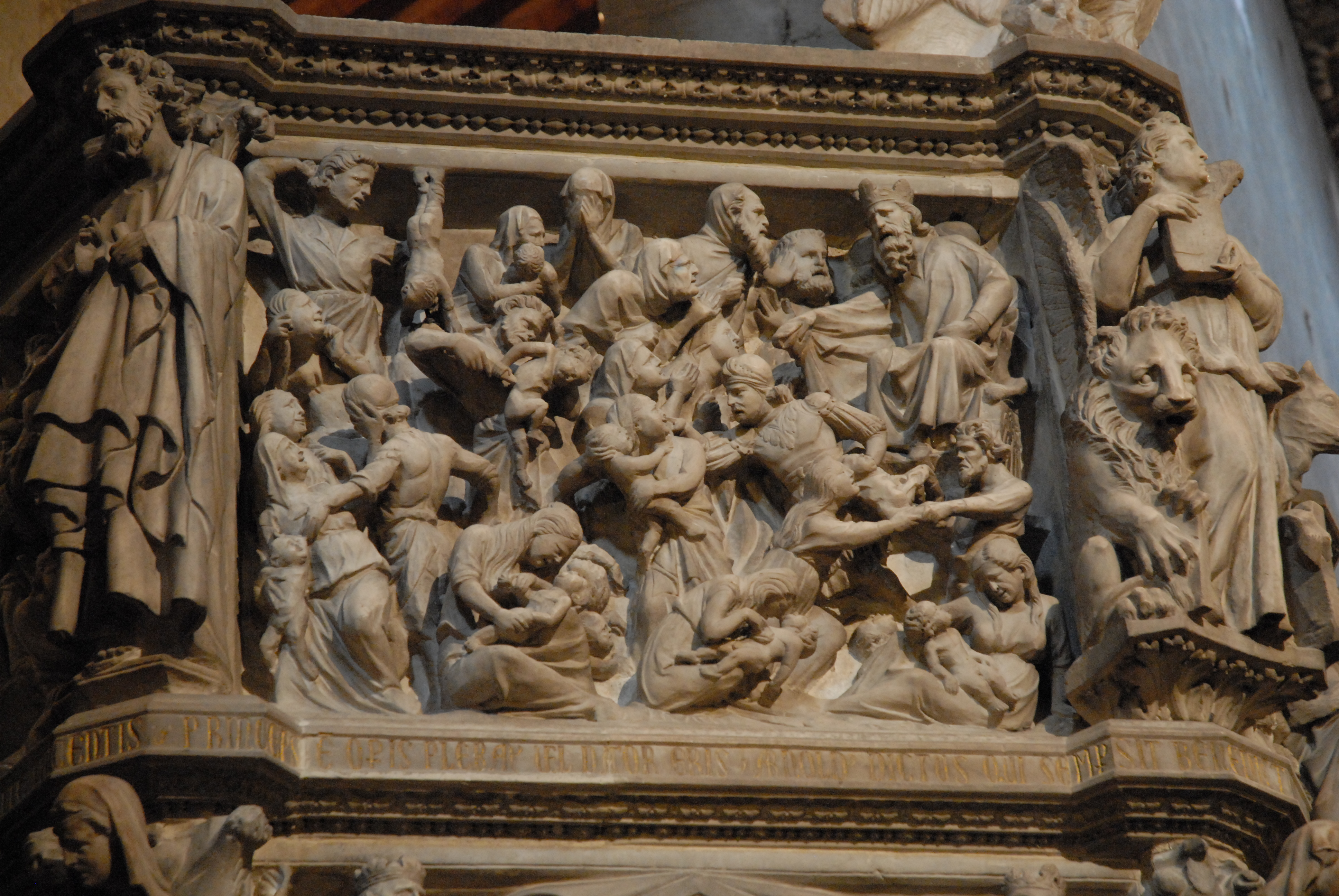
Troisième panneau
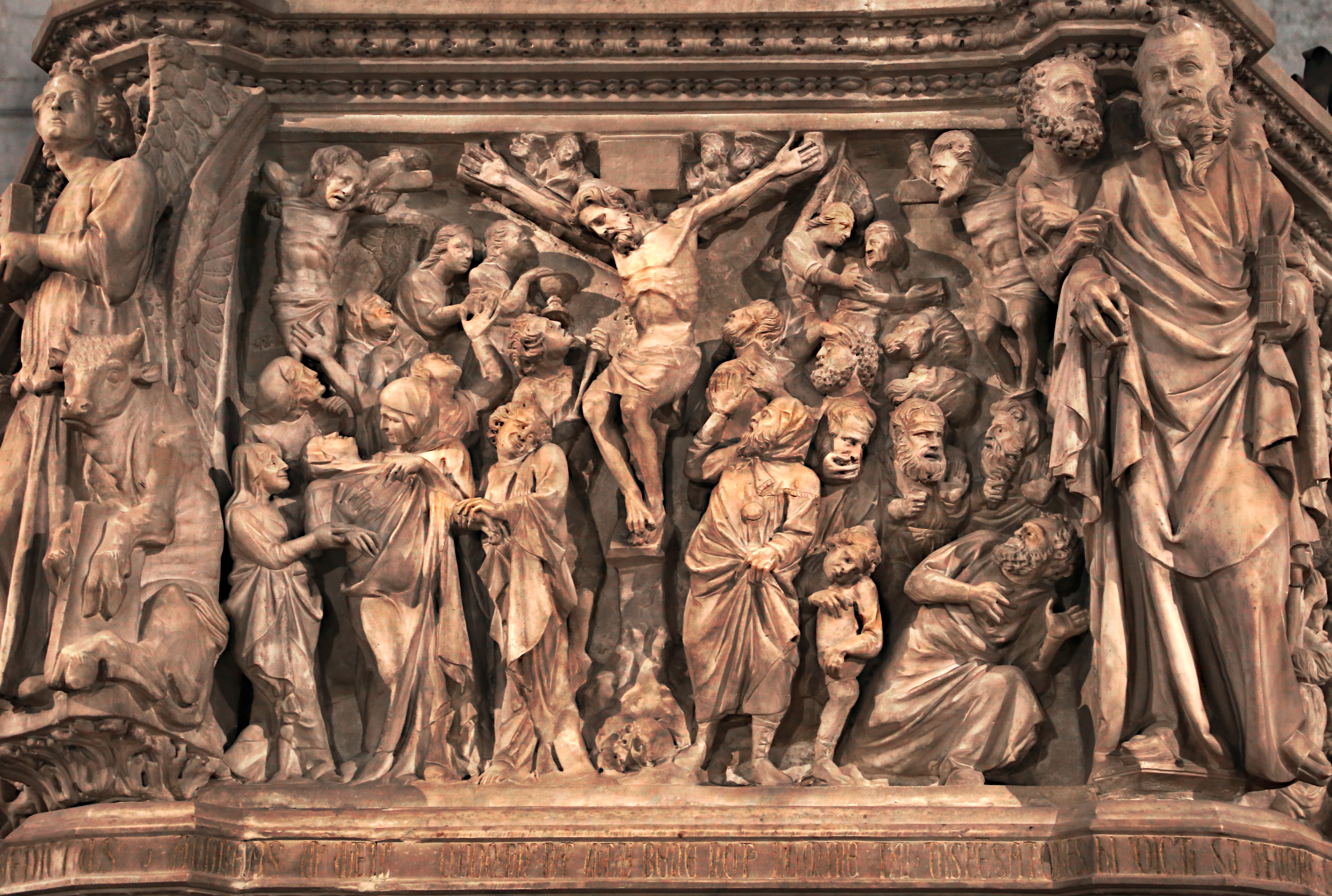
Quatrième panneau
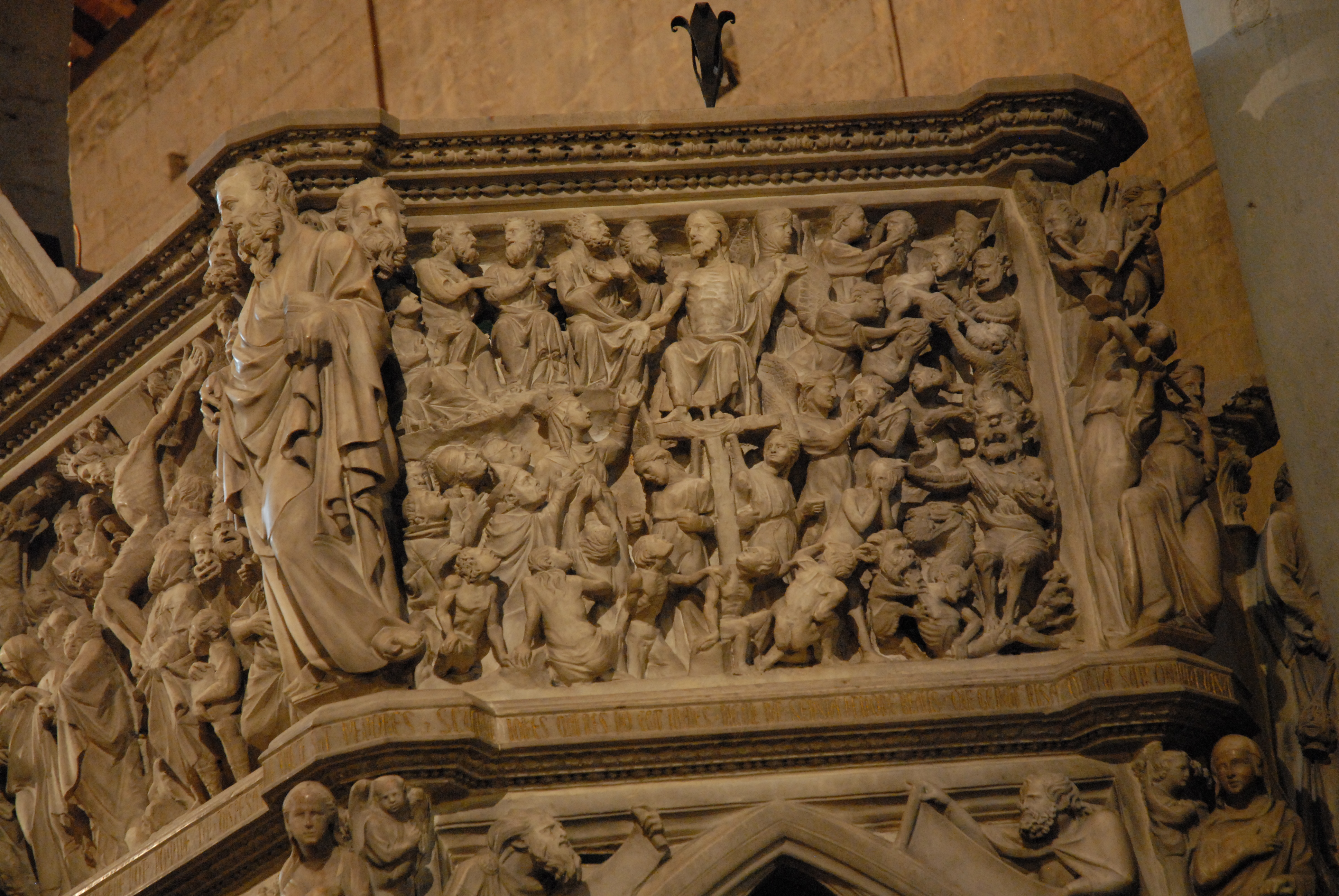
Cinquième panneau

## Sources
(décembre 2015).
Cet article est issu des documents suivants :
- Géza Jászai, Giovanni Pisano, Enciclopedia dell'Arte Medievale (1955), Enciclopedia Treccani.
- Valerio Ascani, Giovanni Pisano, Dizionario Biografico degli Italiani, volume 56 (2001), Enciclopedia Treccani.

Ces deux auteurs précisent dans leurs documents respectifs qu'ils se référent eux-mêmes à :
- P. Contrucci. Sculture di Giovanni da Pisa nel pergamo della chiesa di S. Andrea in Pistoia. Pistoia 1842.
- M. Seidel. Giovanni Pisano, il pulpito di Pistoia. Firenze 1965.
- G.L. Mellini. Il pulpito di Giovanni Pisano a Pistoia. Milano 1969.
- C. Gnudi. Il pulpito di Giovanni Pisano a Pistoia, in Il Gotico a Pistoia nei suoi rapporti con l'arte gotica italiana. "Atti del 2° Convegno internazionale di studi, Pistoia 1966". Roma (1972) p. 165-179.